# Polastron (Gers)
Polastron is een gemeente in het Franse departement Gers (regio Occitanie) en telt 188 inwoners (1999). De plaats maakt deel uit van het arrondissement Auch.

## Geografie
De oppervlakte van Polastron bedraagt 14,7 km², de bevolkingsdichtheid is 12,8 inwoners per km².

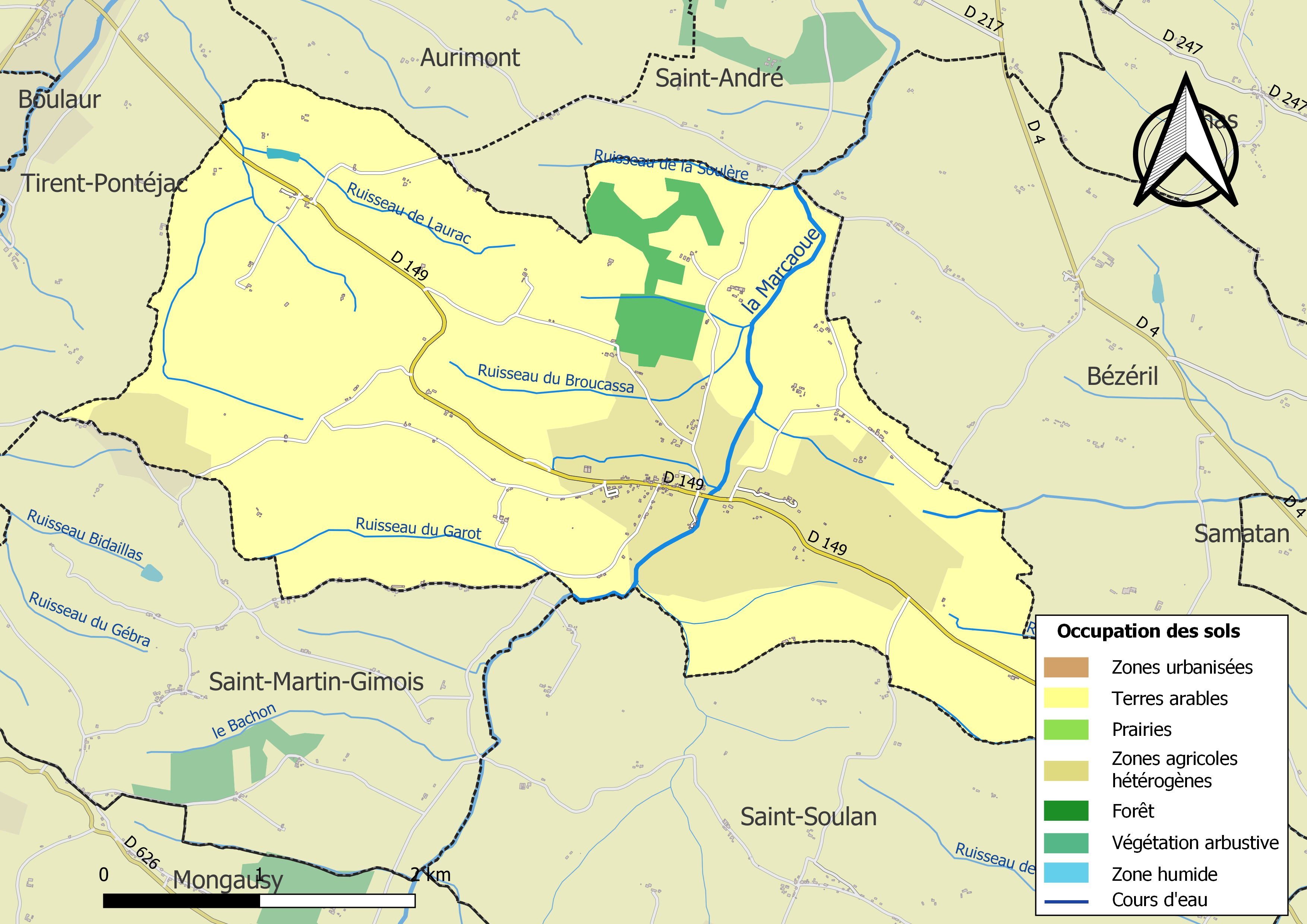
Kaart van de gemeente met belangrijkste infrastructuur, bodemgebruik en omliggende gemeenten

## Demografie
Onderstaande figuur toont het verloop van het inwonertal (bron: INSEE-tellingen).

1. ↑  Populations de référence 2022.